# Colin Dibley

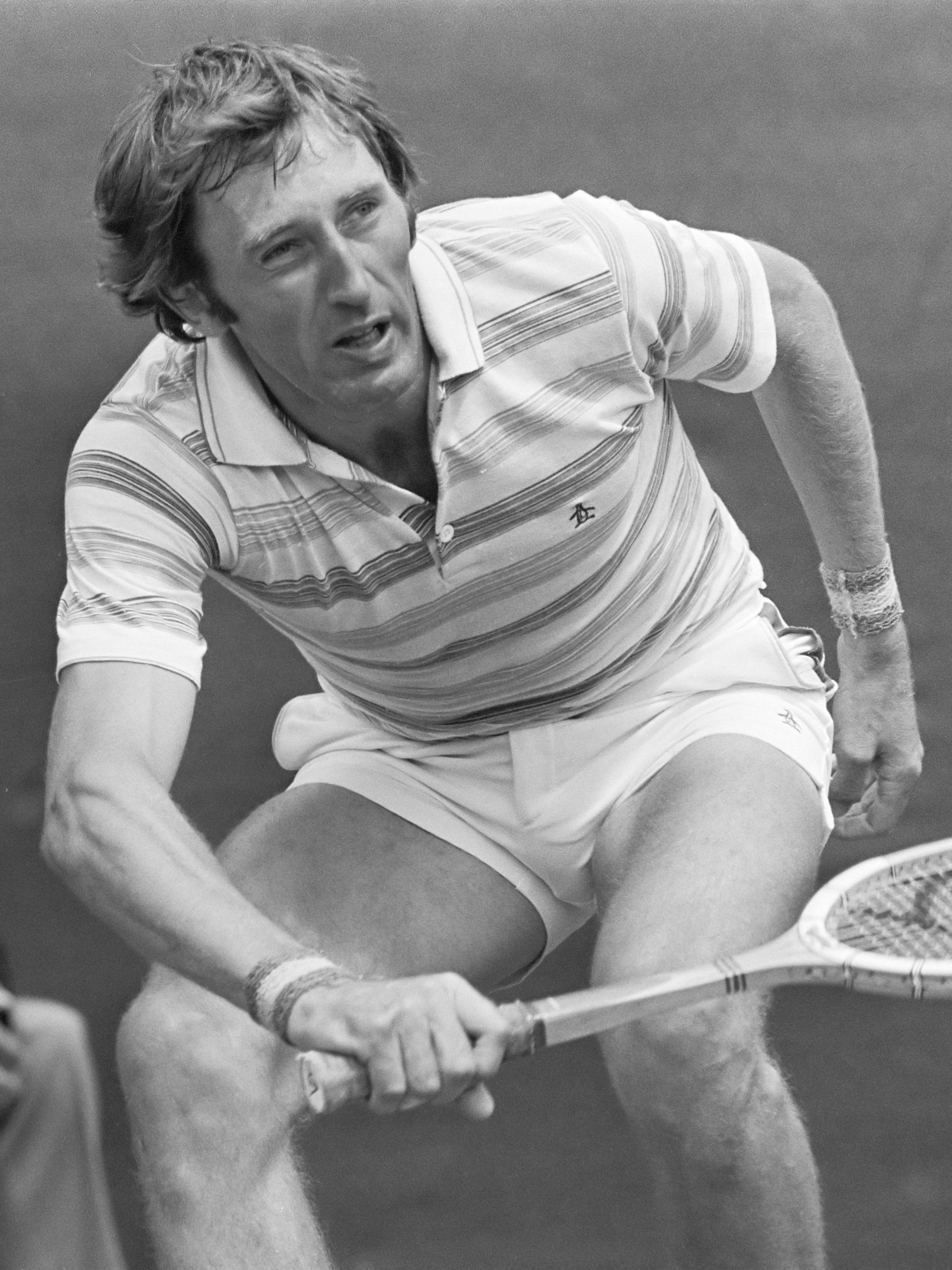

Colin Dibley (n, 19 de septiembre de 1944) es un jugador australiano de tenis. Sus mayores logros fueron llegar a semifinales del Abierto de Australia en 1979. También llegó a cuartos de final de Wimbledon en 1971 y 1972. En su carrera ha conquistado 4 torneos ATP individuales y 17 de dobles.

## Títulos (21; 4+17)

### Individuales (4)
| Resultado | Número | Data | Campeonato          | Superficie | Oponente en la final | Resultado en la final |
| --------- | ------ | ---- | ------------------- | ---------- | -------------------- | --------------------- |
| Ganador   | 1.     | 1972 | Kitzbühel, Austria  | Clay       | Dick Crealy          | 6–1, 6–3, 6–4         |
| Perdedor  | 1.     | 1972 | Sacramento, U.S.    | Hard       | Stan Smith           | 4–6, 7–5, 4–6, 4–6    |
| Ganador   | 2.     | 1973 | La Costa WCT, U.S.  | Hard       | Stan Smith           | 6–3, 7–6              |
| Ganador   | 3.     | 1973 | South Orange, U.S.  | Grass      | Vijay Amritraj       | 6–4, 6–7, 6–4         |
| Perdedor  | 2.     | 1976 | Little Rock, U.S.   | Carpet     | Haroon Rahim         | 4–6, 5–7              |
| Perdedor  | 3.     | 1977 | Laguna Niguel, U.S. | Hard       | Andrew Pattison      | 6–2, 6–7, 4–6         |
| Ganador   | 4.     | 1980 | Perth, Australia    | Grass      | Chris Delaney        | 6–2, 6–4              |

### Dobles (17)
| Resultado | Número | Fecha | Torneo                     | Superficie | Compañero        | Oponente en la final               | Resultado en la final |
| --------- | ------ | ----- | -------------------------- | ---------- | ---------------- | ---------------------------------- | --------------------- |
| Perdedor  | 1.     | 1972  | Abierto de Suecia          | Hard (i)   | Roy Emerson      | Tom Okker Marty Riessen            | 5–7, 6–7              |
| Perdedor  | 2.     | 1973  | Miami WCT, U.S.            | Hard       | Terry Addison    | Roy Emerson Rod Laver              | 4–6, 4–6              |
| Perdedor  | 3.     | 1973  | Richmond WCT, U.S.         | Carpet     | Terry Addison    | Roy Emerson Rod Laver              | 6–3, 3–6, 4–6         |
| Perdedor  | 4.     | 1973  | St. Louis, U.S.            | Carpet     | Terry Addison    | Ove Nils Bengtson Jim McManus      | 2–6, 5–7              |
| Perdedor  | 5.     | 1973  | Columbus, U.S.             | Hard       | Charles Pasarell | Gerald Battrick Graham Stilwell    | 4–6, 6–7              |
| Ganador   | 1.     | 1973  | Merion, U.S.               | Grass      | Allan Stone      | John Austin Fred McNair            | 7–6, 6–3              |
| Perdedor  | 6.     | 1973  | Abierto de Japón           |            | Allan Stone      | Mal Anderson Ken Rosewall          | 5–7, 5–7              |
| Ganador   | 2.     | 1973  | Hong Kong                  | Hard       | Rod Laver        | Paul Gerken Brian Gottfried        | 6–3, 5–7, 17–15       |
| Ganador   | 3.     | 1974  | Houston, U.S.              | Clay       | Rod Laver        | Arthur Ashe Roscoe Tanner          | 4–6, 7–6, 6–4         |
| Perdedor  | 7.     | 1975  | Orlando WCT, U.S.          | Hard       | Ray Ruffels      | Brian Gottfried Raúl Ramírez       | 4–6, 4–6              |
| Ganador   | 4.     | 1975  | St. Louis, U.S.            | Clay       | Ray Ruffels      | Ross Case Geoff Masters            | 6–4, 6–4              |
| Ganador   | 5.     | 1975  | Abierto de Turquía         | Outdoor    | Thomaz Koch      | Colin Dowdeswell John Feaver       | 6–2, 6–2, 6–2         |
| Ganador   | 6.     | 1976  | Palm Springs, U.S.         | Hard       | Sandy Mayer      | Raymond Moore Erik Van Dillen      | 6–4, 6–7, 7–6         |
| Ganador   | 7.     | 1976  | Palma, Spain               | Clay       | John Andrews     | Mark Edmondson John Marks          | 2–6, 6–3, 6–2         |
| Perdedor  | 8.     | 1976  | Abierto de Madrid          | Clay       | John Andrews     | Carlos Kirmayr Eduardo Mandarino   | 6–7, 6–4, 6–8         |
| Ganador   | 8.     | 1976  | Florence, Italy            | Clay       | Carlos Kirmayr   | Péter Szőke Balázs Taróczy         | 5–7, 7–5, 7–5         |
| Ganador   | 9.     | 1977  | Little Rock, U.S.          | Carpet     | Haroon Rahim     | Bob Hewitt Frew McMillan           | 6–7, 6–3, 6–3         |
| Ganador   | 10.    | 1977  | Denver, U.S.               | Carpet     | Geoff Masters    | Syd Ball Kim Warwick               | 6–2, 6–3              |
| Ganador   | 11.    | 1977  | South Orange, U.S.         | Hard       | Wojtek Fibak     | Ion Ţiriac Guillermo Vilas         | 6–1, 7–5              |
| Perdedor  | 9.     | 1977  | Abierto de Japón           | Clay       | Chris Kachel     | Geoff Masters Kim Warwick          | 2–6, 6–7              |
| Ganador   | 12.    | 1978  | Little Rock, U.S.          | Carpet     | Geoff Masters    | Tim Gullikson Tom Gullikson        | 7–6, 6–3              |
| Perdedor  | 10.    | 1978  | Johannesburg, South Africa | Hard       | Geoff Masters    | Bob Hewitt Frew McMillan           | 5–7, 6–7              |
| Perdedor  | 11.    | 1978  | Newport, U.S.              | Grass      | Bob Giltinan     | Tim Gullikson Tom Gullikson        | 4–6, 4–6              |
| Ganador   | 13.    | 1978  | Columbus, U.S.             | Clay       | Bob Giltinan     | Marcello Lara Eliot Teltscher      | 6–2, 6–3              |
| Perdedor  | 12.    | 1979  | San José, Costa Rica       | Hard       | Anand Amritraj   | Ion Ţiriac Guillermo Vilas         | 4–6, 6–2, 4–6         |
| Perdedor  | 13.    | 1979  | Tulsa, U.S.                | Hard (i)   | Tom Gullikson    | Francisco González Eliot Teltscher | 7–6, 5–7, 3–6         |
| Perdedor  | 14.    | 1979  | Stowe, U.S.                | Hard       | Anand Amritraj   | Mike Cahill Steve Krulevitz        | 6–3, 3–6, 4–6         |
| Perdedor  | 15.    | 1979  | Tel Aviv, Israel           | Hard       | Mike Cahill      | Ilie Năstase Tom Okker             | 5–7, 4–6              |
| Ganador   | 14.    | 1979  | Tokyo Outdoor, Japan       | Clay       | Pat Du Pré       | Rod Frawley Francisco González     | 3–6, 6–1, 6–1         |
| Ganador   | 15.    | 1979  | Adelaida, Australia        | Grass      | Chris Kachel     | John Alexander Phil Dent           | 6–7, 7–6, 6–4         |
| Ganador   | 16.    | 1980  | Metz, France               | Carpet     | Gene Mayer       | Chris Delaney Kim Warwick          | 7–6, 7–5              |
| Ganador   | 17.    | 1981  | Adelaida, Australia        | Grass      | John James       | Craig Edwards Eddie Edwards        | 6–3, 6–4              |